# Мазда2
Мазда2 или Мазда 2 је мали аутомобил јапанског произвођача аутомобила Мазде, који се производи од 2002. године, тренутно у трећој генерацији. У Јапану се до 2019. производио под називом демио (Demio). Долази као замена за модел 121 и демио (за Европу).

## Мазда демио (претходник)
Када је у питању редизајн ревјуа, Мазда је смислила високи хечбек, пакет у стилу минивена (ревју само за лимузину је већ био висок преко 1.500 mm). Представљен у време пуном негативног медијског извештавања, демио је постао хит изненађења за Мазду у Јапану, а такође је наговестио минивенове Б сегмента као што су Опел мерива, Фијат идеа и Рено модус.
Концептни модел који приказује ДВ серију, назван Мазда BU-X, приказан је 1995. године.
Приликом свог представљања 1997. године, освојио је награду за аутомобил године на конференцији истраживача и новинара у аутомобилској индустрији у Јапану.

Производња новог демиа почела је у јулу 1996. (продат као 121 ван Јапана и Европе) користила је ДВ платформу. Форд је продавао верзију у Јапану као Форд фестива мини вагон. 1997. Маздин лого је промењен у садашњи лого. Демио је добио хоризонталну решетку у септембру 1998. за јапанско тржиште. Демио је добио фејслифтинг у децембру 1999. са ревидираним екстеријером, редизајнираном инструмент таблом, филтрацијом ваздуха у кабини, поново подешеним аутоматским мењачем и доступним ДСЦ-ом. Оригинални демио је замењен 2002.
- пре редизајна
- пре редизајна
- пре редизајна – Форд фестива
- пре редизајна – Форд фестива
- унутрашњост
- после редизајна
- после редизајна

## Историјат
Главни конкуренти су: Тојота јарис, Хјундаи i20, Форд фијеста, Пежо 208, Хонда џез, и други

### Прва генерација (2002–2008)
Друга генерација демиа је редизајнирана у августу 2002. Име демио се наставило у Јапану, док је за извозна тржишта Мазда избацила ознаку 121 и друга имена у корист "Мазде2". Од свог дебија, 2 је добро прихваћен на тржишту, гурајући његову јапанску домаћу продају чак до седмог места.
Мазда је развила модел из Б-сегмента Форд Б3 платформе, која се дели са Форд фијестом пете генерације заједно са компонентама као што је дизајн вешања. Развој модела водио је главни инжењер Кијоши Фуџивара, који је такође надгледао развој Б3 платформе у Фордовом европском истраживању и развоју. Производња аутомобила за европско тржиште предата је фабрици Алмусафес Форд у Валенсији, Шпанија од 20. јануара 2003. године.
Сви модели су опремљени АБС и ЕБД, а контрола стабилности је била опциона. Иновативна карактеристика која се нуди у Јапану је е-4ВД, хибридни систем типа аутомобила који користи електрични мотор за погон задњих точкова овог возила са предњим погоном када је то потребно. У Демиу, овај систем се користи само као помоћ при вучи, а не за повећање уштеде горива као код већине других возила.
Такође постоји велика разлика у подној плочи и кутији за педале. Европска ексклузивна верзија Мазде2 (ДИ) користи кутију за педале директно добијену од Форд фијесте, са сопственим шаблоном вијака 4к108 уместо 4к100.
У Јапану су била доступна три нивоа опреме: коси, спорт и кашуал.

У Европи, нивои опреме су били С, ТС и ТС2. ТС и ТС2 су 2004. преименовани у антарес и капела. Јапански бензински мотори 1.3 и 1.5 нису доступни, али се користи Фордов 1.25-литарски Сигма мотор са 16 вентила, а Маздин 1.4 и 1.6 бензинац, плус Пежоов, Ситроенов и Фордов дизел 1.4 TDCi се нуди али Мазда зове 1.4 CDTi.
- I генерација
- унутрашњост

### Друга генерација (2007–2015)
Мазда2 друге генерације представљена је на Сајму аутомобила у Женеви 2007. и касније на Међународном сајму аутомобила у Шангају 2007. године. Изграђен је на сличној платформи као Форд фијеста шесте генерације. Користи лагане материјале и смањује укупне димензије аутомобила. Ова генерација је одбацила стил високог крова који је усвојио њен претходник, уместо тога одлучивши се за конвенционалнији изглед хечбека. Главни дизајнер друге генерације Мазде2 (или треће генерације демиа) био је Икуо Маеда, који је касније промовисан у шефа дизајна у Мазди 2009. године.
За јапанско домаће тржиште, продаја серијских возила почела је 5. јула 2007. код дилера Мазда, Мазда ɛфини и Аутозам. Производња у Јапану достигла је 100.000 јединица крајем јануара 2008. године.
Варијанта са троја врата је пуштена на европско тржиште 2008. на Салону аутомобила у Женеви 2008. Избор мотора укључује МЗР 1.3-литарски и 1.5-литарски бензинац, МЗ-ЦД 1.4-литарски комон-рејл турбо дизел. У неким европским земљама, као што је Холандија, постојала је опција да се аутомобил на бензин у верзији на ТНГ са два горива купи из фабрике.
Кинески модел Мазде2 у облику каросерије хечбек са петоро врата представљен је на сајму аутомобила у Гуангџоу 2007. Кинески модел лимузине са четворо врата Мазде2 представљен је на истом догађају, а продаја је почела у јануару 2008. године.
Каросерија лимузине је произведена на Тајланду и Кини и пласирана на тржиште само у југоисточној Азији, Океанији, Јужној Америци и на Карибима.

У августу 2010. објављено је да је 400.000 јединица продато у Европи, Аустралији и Јапану.
- пре редизајна – хечбек 5 врата
- пре редизајна – хечбек 3 врата
- пре редизајна – седан
- унутрашњост
- после редизајна – хечбек 5 врата
- после редизајна – хечбек 5 врата

### Трећа генерација (2014–)
У јулу 2014. Мазда је представила трећу генерацију Мазде2 хечбека. Његов дизајн је претходно прегледан на концептном моделу Мазда хазуми, који је представљен на Салону аутомобила у Женеви 2014. године. Дизајнирано под вођством главног дизајнера Рио Jанагисава, возило је усвојило филозофију дизајна "Кодо" коју је креирао бренд, а направљено је од мотора, мењача, каросерије и шасије са ознаком Скајактив, који су лабаво изведени из CX-5. Док модел има већу дужину и шире предње и задње трагове, он нуди смањену унутрашњу просторију за путнике на задњим седиштима и мање простора за главу и ноге предњег дела.
Производња је почела у Маздиној фабрици у Хофу истог месеца. Продаја у Јапану је почела у септембру 2014. Лимузинска верзија је дебитовала на Тајландском међународном сајму аутомобила у новембру 2014. године.
Производња Мазде2 за различита тржишта Северне и Јужне Америке почела је у октобру 2014. године у новоизграђеној фабрици Мазда де Мексико Виикл Оперејшн (ММВО) у Саламанци, Гуанахуато. Иако је произведено у Северној Америци, Мазда није продала возило у Канади или Сједињеним Државама (осим у Порторику). Уместо тога, Мазда2 би продавала Тојота Мотор Северна Америка тим тржиштима између 2016. и 2020. у почетку као Сајон ИА, а касније Тојота јарис ИА и једноставно Тојота јарис.

У октобру 2014. године, демио је добио награду за „Ауто године“ за 2014–2015 од стране Јапанског комитета за аутомобил године.
- пре редизајна – хечбек
- пре редизајна – седан
- унутрашњост
- после редизајна – хечбек
- после редизајна – хечбек
- после другог редизајна – хечбек
- после другог редизајна – хечбек